# Chérif Pacha
Chérif Pacha ou Mohammed Chérif Pacha (en kurde : Mihemed Şerîf Paşayê Babanî, شەریف پاشا), né en 1865 à Üsküdar (Constantinople), mort le 22 décembre 1951 à Catanzaro (Italie), est un diplomate et homme politique de l'Empire ottoman et une personnalité du nationalisme kurde. Pacha est un titre de fonction.
Il a été 33e du REAA et a appartenu au début du XXe siècle au Suprême Conseil de la Grande Loge Nationale d’Égypte.

## Biographie

### Jeunesse et débuts
Mohammed Chérif est issu de la famille des Baban, une dynastie kurde qui a régné jusqu'en 1947 sur une importante principauté du Kurdistan méridional, située autour de Souleimaniye. Son père, Saïd Pacha Kurd (en) (1834-1907), avait été gouverneur du vilayet de l'Archipel en 1881 puis ministre des affaires étrangères et ambassadeur à Berlin.

Mohammed Chérif fait carrière à Constantinople sous le règne du sultan Abdülhamid II. Il est ambassadeur en Suède de 1898 à 1908. Il prend contact avec le mouvement d'opposition du Comité union et progrès qui prend le pouvoir avec la révolution des Jeunes-Turcs en 1908 mais se brouille avec eux quand ils lui refusent le poste d'ambassadeur à Paris. Il désapprouve l'alliance entre l'Empire ottoman et l'Allemagne, ce qui l'écarte des positions officielles sous le gouvernement germanophile d'Enver Pacha (1913-1918). Enrichi par son mariage avec une princesse égyptienne, il choisit une résidence confortable à Monte Carlo, la villa « Mon Keif ». Les contemporains le décrivent comme un mondain, amateur de beaux vêtements et de champagne.

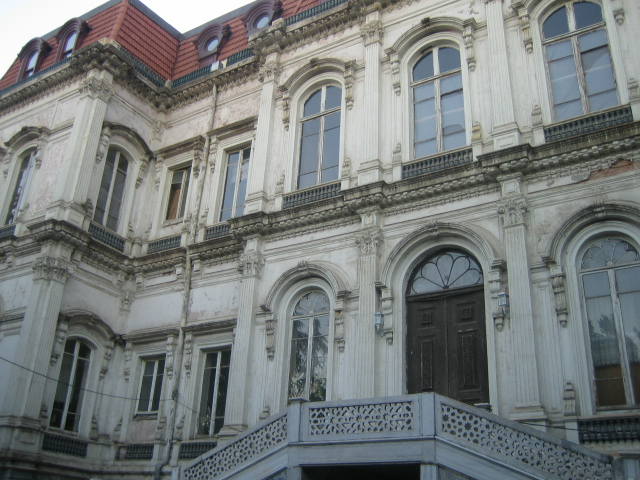
Palais d'Adile Sultan à Üsküdar

### Rêve kurde

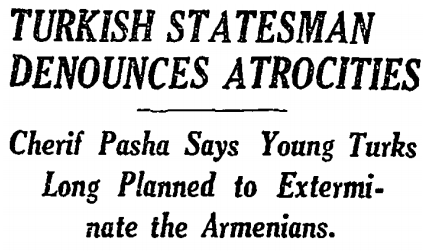
Article du New York Times où Chérif Pacha dénonce le génocide arménien, 10 octobre 1915.

La Première Guerre mondiale en Orient tourne au désavantage des Ottomans. En 1915, Chérif Pacha est une des rares personnalités ottomanes à protester publiquement contre le génocide arménien.

Il prend contact avec les Britanniques. Le 3 juin 1918, à Marseille, il rencontre Percy Cox, administrateur britannique en Irak pendant la campagne de Mésopotamie, et lui propose de proclamer un Kurdistan autonome autour de Mossoul. Sa proposition n'a pas de suites car le vilayet de Mossoul fait partie des territoires promis à la France par les accords Sykes-Picot. Après l'armistice de Moudros (31 octobre 1918), il se rend en Suisse où il convoque un congrès de l'opposition libérale ottomane autour du prince exilé Sabaheddin, petit-fils du sultan Abdülmecid Ier. Il ne renonce pas à l'idée d'un Kurdistan autonome mais il l'envisage à l'intérieur d'un système confédéral associant Turcs et Kurdes. Il se rend à la conférence de paix de Paris. Mal accueilli par les Britanniques, il s'adresse au premier ministre français Georges Clemenceau et lui remet, le 6 février 1919, un projet d'autonomie kurde regroupant le vilayet de Diyarbekir, ceux de Harpout et de Mossoul ainsi que le sandjak d'Urfa, auxquels il envisage de joindre le vilayet d'Erzurum et le Kurdistan iranien. Les Français se méfient de Chérif Pacha qu'ils considèrent comme un instrument des Britanniques, tandis que ces derniers, considérant son âge et sa totale absence d'expérience du Kurdistan, le jugent impropre à exercer le gouvernement de ce pays.

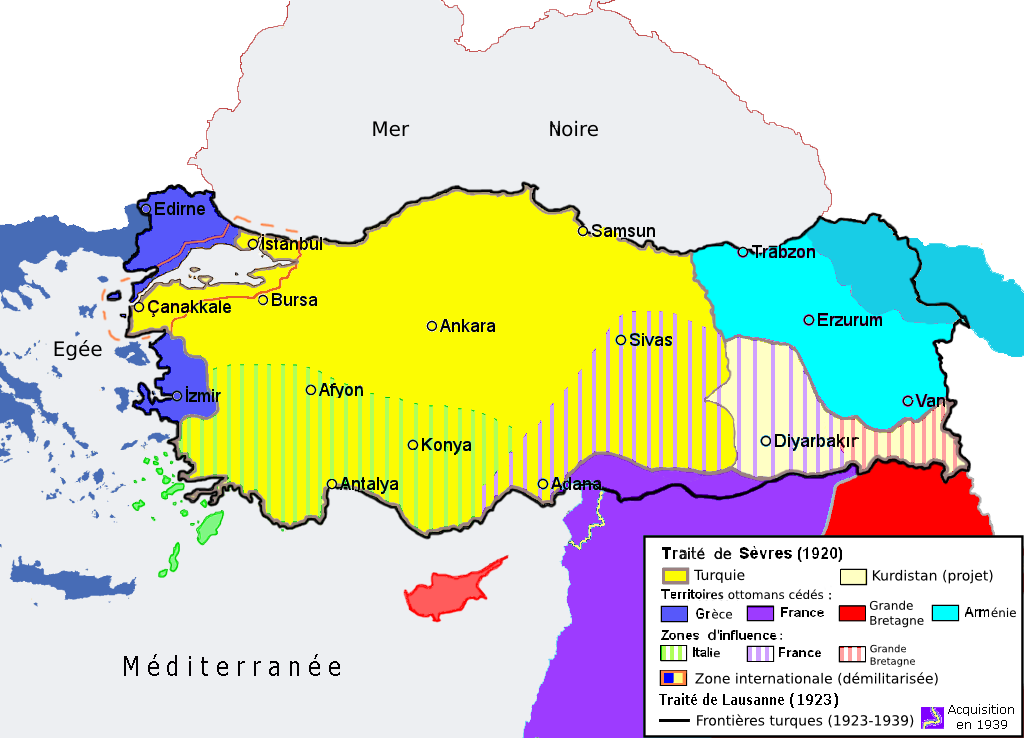
Traité de Sèvres (1920) prévoyant un État kurde autour de Diyarbakir

Chérif Pacha se tourne de nouveau vers les Britanniques en revendiquant le titre d'« émir du Kurdistan ». Ceux-ci lui ont involontairement facilité le travail en empêchant le départ pour Paris d'autres délégués kurdes venus du Moyen-Orient, ce qui fait de Chérif Pacha le seul Kurde présent à la conférence. Il cherche le soutien des délégués arméniens conduits par Boghos Nubar Pacha qui revendiquent en partie les mêmes territoires. Il leur propose de renoncer à leurs prétentions sur le vilayet de Bitlis et celui de Van en échange de leur soutien pour le reste. Il signe un projet de document commun avec Boghos Nubar Pacha. Mais son initiative provoque des réactions très défavorables parmi les Kurdes qui craignent d'être dépossédés. Le 27 avril 1920, il démissionne et se retire de la conférence.
Le traité de Sèvres, signé le 10 août 1920, prévoit un territoire autonome kurde mais n'est jamais appliqué. Chérif Pacha reste en exil jusqu'à la fin de sa vie. Pendant la Seconde Guerre mondiale, il est contacté par les services secrets britanniques et allemands.
Il meurt à Catanzaro, en Italie, en 1951.